# Neuffener Heide
Die Neuffener Heide ist ein Naturschutzgebiet auf der Markung der Stadt Neuffen im Landkreis Esslingen.

## Geschichte
Die Heide war früher bewaldet, sie wurde für die Nutzung als Egart und Weide gerodet und offen gehalten. In der Vergangenheit reichten die beweideten Flächen bis fast zum Hohenneuffen hinauf. Überlässt man die Fläche sich selber, kehrt der Wald wieder und die biologisch und landschaftlich wertvolle Heide verliert ihren Charakter. Vorläufer der Bewaldung sind Sträucher, insbesondere der Schwarzdorn. Mit seiner Ausbreitungsfähigkeit ist er allen anderen Pflanzen der Heide weit überlegen und verdrängt die lichtbedürftigen Orchideen und Enziane.
Das Regierungspräsidium Stuttgart hat deshalb am 22. September 1978 (Gesetzblatt vom 31. Oktober 1978, S. 571) das Gebiet der „Neuffener Heide“ unter Naturschutz gestellt (Schutzgebiets-Nr. 1068). Es hat eine Größe von 16,87 ha. Die Neuffener Heide gehört zum Mittleren Albvorland und zum Naturraum Mittlere Kuppenalb. Schutzzweck ist die Erhaltung einer landschaftsbestimmenden Heide im Hangbereich des Hohenneuffen mit einer typischen Pflanzen- und Tiergesellschaft und dem Vorkommen seltener geschützter Pflanzenarten im Halbtrockenrasen.
Seit 2007 wird auf Informationstafeln auf die Heidelandschaft, ihre Ursprünge und Geschichte hingewiesen. Außerdem wird über die vielfältige Flora und Fauna mit ihren Orchideen informiert.

## Pflege durch Mähen und Beweidung
Der Teck-Neuffen-Gau des Schwäbischen Albvereins verpflichtete sich gegenüber dem Regierungspräsidium Stuttgart, die notwendigen Pflegearbeiten, die Überwachung und die Sicherung ausreichender Beweidung des Naturschutzgebiets zu übernehmen. Durch Mähen und Abräumen des Mähgutes verliert der Boden Nährstoffe und magert ab. Doch die erhoffte Abmagerung des Bodens brachte nicht den gewünschten Erfolg, denn der Eintrag von jährlich 40 kg Stickstoff pro Hektar aus der Luft ist beträchtlich. Von diesem Stickstoffeintrag profitieren vor allem die Konkurrenten der Orchideen durch verstärktes Wachstum. Regelmäßiges Mähen mindert die Gefährdung.
Ein Schäfer lässt seine Herde jährlich dreimal langsam über die Heide ziehen und zwar Mitte Juni, Ende Juli und Ende August. Trotz Beweidung kann das Aufkommen von Gehölzen auf der Heide nicht verhindert werden. Die frühere Aufgabe des Schäfers, die Heide möglichst frei zu halten von Schwarzdorn und Wildrosen, hat nunmehr der Schwäbische Albverein übernommen.